# Жун Хао
Жун Хао (кит. упр. 荣昊, пиньинь Róng Hào; 7 апреля 1987, Ухань, провинция Хубэй, КНР) — китайский футболист, левый защитник. В настоящее время выступает за клуб Суперлиги Китая «Шанхай Шэньхуа» и национальную сборную Китая.

## Карьера
Жун Хао начал футбольную карьеру в клубе «Ухань Оптикс Вэлли» в 2006 году, дебютировал и первый год забил 27 мая 2006 года в победном матче против «Шэньян Гиндэ», клуб победил со счётом 1—0. Затем он провел еще пять матчей до окончания сезона 2006 года. К следующему сезону игрок стал регулярно выходить в основе, однако «Ухань» неожиданно потерял место в высшем дивизионе — в сезоне 2008 года менеджмент клуба отказался принять на себя ответственность за масштабную драку футболистов 27 сентября 2008 года в матче против «Бэйцзин Гоань». Жун в итоге остался на некоторое время без клуба.
В сезоне 2009 года получивший повышение в классе «Цзянсу Сайнти» взял Жуна в аренду. Он практически сразу стал игроком основного состава и помог клубу занять 10-е место в чемпионате. После того, как аренда закончилась, Жун перешёл в другой клуб Суперлиги «Ханчжоу Гринтаун» и помог команде занять четвертое место, а также впервые в истории клуба получить путёвку в Лигу чемпионов АФК.
26 декабря 2011 года вместе с Чжао Сюйжи, Ли Цзяньбинем, Пэн Синьли Жун перешёл в клуб «Гуанчжоу Эвергранд». В сезоне 2012 года получил травму и пропустил практически весь сезон. 28 февраля 2018 года Жун был отдан в аренду клубу Суперлиги «Шанхай Шэньхуа» на вторую половину сезона 2018 года.

## Международная карьера
Жун дебютировал за национальную сборную Китая 1 июня 2009 года в победном матче против сборной Ирана, который закончился со счётом 1—0. После нескольких товарищеских матчей был выбран на позицию левого защитника при главном тренере Гао Хунбо и выиграл Чемпионат Восточной Азии по футболу 2010 года, а после этого был вызван для участия в Кубке Азии 2011 года.

## Достижения

### Клубные
Гуанчжоу Эвергранд
- Чемпион Китая (6): 2012, 2013, 2014, 2015, 2016, 2017
- Чемпион Азии (2): 2013, 2015
- Обладатель Кубка КФА (2): 2012, 2016
- Обладатель Суперкубка КФА (3): 2016, 2017, 2018

### Международные
Китай
- Чемпион Восточной Азии: 2010